# TuxGuitar
TuxGuitar – darmowy edytor nut i tabulatur gitarowych na licencji GNU LGPL.